# دان بارتون
دان بارتون (بالإنجليزية: Dan Barton)‏ هو ممثل أمريكي، ولد في 20 سبتمبر 1921 بشيكاغو في الولايات المتحدة، وتوفي في 13 ديسمبر 2009 بشيرمان أوكس في الولايات المتحدة.

## وصلات خارجية
- دان بارتون على موقع IMDb (الإنجليزية)
- دان بارتون على موقع أول موفي (الإنجليزية)
- دان بارتون على موقع قاعدة بيانات الفيلم (الإنجليزية)